# 萨沃达
萨沃达（Savda），是印度马哈拉施特拉邦Jalgaon县的一个城镇。总人口19331（2001年）。

## 人口
该地2001年总人口19331人，其中男性9990人，女性9341人；0—6岁人口2499人，其中男1331人，女1168人；识字率71.57%，其中男性为77.86%，女性为64.84%。